# Colombia van A tot Z

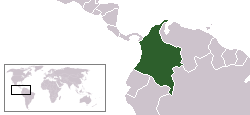
Locatie van Colombia

## A
Aartsbisdom Bucaramanga ·
Abejorral ·
Abriaquí ·
Memo Acevedo ·
Acandí ·
Acevedo ·
Acherontisuchus ·
Achí ·
AeroRepública ·
Aguada ·
Aguazul ·
Agrado ·
Aipe ·
AIRES ·
Albania (Caquetá) ·
Albania (La Guajira) ·
Albania (Santander) ·
Alejandría ·
Algeciras ·
Alianza Petrolera ·
Allobates cepedai ·
Allobates juanii ·
Allobates myersi ·
Allobates niputidea ·
Allobates picachos ·
Allobates ranoides ·
Altamira ·
Alto Baudo ·
Alto de Nique ·
Altos del Rosario ·
Amagá ·
Amalfi (Antioquia) ·
Amazonas ·
América de Cali ·
Andes (Antioquia) ·
Andescondor ·
Andesembia calinae ·
Andesembia popayanae ·
Andesfuut ·
Angelópolis ·
Angostura (Antioquia) ·
Anorí ·
Anoura cadenai ·
Antioquia ·
Anzá ·
Aracataca ·
Angela Arango ·
Apartadó ·
Apia ·
Aratoca ·
Arauca ·
Arboletes ·
Arenal ·
Rodrigo Arenas Betancur ·
Argelia (Antioquia) ·
Gilberto Aristizábal ·
Patricia Ariza ·
Arjona ·
Armenia (Antioquia) ·
Joe Arroyo ·
Arroyohondo ·
Blas Emilio Atehortúa ·
Atlántico ·
Atlético Bucaramanga ·
Atlético Huila ·
Atlético Junior ·
Atlético Nacional ·
Atrato ·
Autodefensas Unidas de Colombia ·
Avianca ·
Avianca-vlucht 52 ·
Ayapel ·
Azufral

## B
Carlos Bacca ·
Bagadó ·
Bahía Solano ·
Bajo Baudó ·
Bajo Nuevo ·
Balboa ·
Bambuco ·
Baraya ·
Barbosa (Santander) ·
Virgilio Barco ·
Barichara ·
Barrancabermeja ·
Barrancas ·
Barranco de Loba ·
Barranco Minas ·
Barranquilla ·
Belén de Bajirá ·
Belén de los Andaquies ·
Belén de Umbría ·
Bergtroepiaal ·
Egan Bernal ·
Jody Bernal ·
Íngrid Betancourt ·
Betulia (Antioquia) ·
Betulia (Santander) ·
Between Sea and Land ·
Blauwbaardhelmkolibrie ·
Bogota ·
Bogotá (rivier) ·
Bojayá ·
Bolívar (departement) ·
Bolívar (Santander) ·
Simón Bolívar ·
Bomaanslag op Club El Nogal op 7 februari 2003 ·
Bomba Estéreo ·
Fernando Botero ·
Santiago Botero ·
Boyacá ·
Boyacá (departement) ·
Boyacá Chicó ·
Bucaramanga ·
Hernán Buenahora ·
Busbanzá ·
Buenavista (Córdoba) ·
Hernando Buitrago

## C
4-72 Colombia ·
Cabrera (Santander) ·
Cacahual ·
Calamar (Bolívar) ·
Calamar (Guaviare) ·
Caldas (departement) ·
Cali ·
California (Santander) ·
Calikartel ·
Hernando Calvo Ospina ·
Campoalegre ·
Canalete ·
Canelazo ·
Fidel Cano Gutiérrez ·
Guillermo Cano Isaza ·
Cantagallo ·
Capitanejo ·
Caquetá ·
Carcasí ·
Carnaval de Negros y Blancos ·
Cartagena ·
Cartagena del Chairá ·
Casanare ·
Categoría Primera A ·
Categoría Primera A 1948 ·
Categoría Primera A 1949 ·
Cauca (departement) ·
Cepitá ·
Cereté ·
Cerrejón-formatie ·
Cerrito (Santander) ·
Cerro Bravo ·
Cerro de Guadalupe ·
Cerro Palúa ·
Cértegui ·
Cesar (departement) ·
Chameza ·
Charalá ·
Charta ·
Chibcha ·
Chica Vampiro ·
Chimá ·
Chima (Santander) ·
Chinú ·
Chipatá ·
Chocó ·
Chondroscaphe chestertonii ·
Christus Koning (Belalcázar) ·
Christus Koning (Cali) ·
Cicuco ·
Ciénaga de Oro ·
Cimitarra ·
Clemencia ·
Cocoravallei ·
Colombia ·
Colombia (Huila) ·
Colombia Eerst ·
Colombia (wielerploeg) ·
Colombia (wielerploeg)/2013/2014/2015 ·
Colombiaanse Burgeroorlog ·
Colombiaanse chachalaca ·
Colombiaanse Conservatieve Partij ·
Colombiaanse kikkerkopschildpad ·
Colombiaanse koevogel ·
Colombiaanse parlementsverkiezingen 1998/2002/2006 ·
Colombiaanse presidentsverkiezingen 1994/1998/2002/2006 ·
Colombiaanse Liberale Partij ·
Colombiaanse muziek ·
Colombiaanse selecties op internationale voetbaltoernooien ·
Colombiaanse voetbalbond ·
Colombiaans kampioenschap wielrennen ·
Colombiaans voetbalelftal ·
Colombiaans voetbalelftal (vrouwen) ·
Colombianen ·
Colombia op de Olympische Jeugdzomerspelen 2010 ·
Colombia op de Olympische Spelen ·
Colombia op de Olympische Zomerspelen 1932/1936/1948/1956/1964/1968/1972/1976/1980/1984/1988/1992/1996 ·
Colombia op de Olympische Zomerspelen 2000/2004/2008/2012/2016 ·
Colombia op de Olympische Winterspelen 2010/2018 ·
Colombia op de Paralympische Spelen ·
Colombia Oro y Paz ·
Colombia op het wereldkampioenschap voetbal 2014/2018 ·
Concepción (Antioquia) ·
Concepción (Santander) ·
Condoto ·
Confines ·
Congres ·
Contratación ·
Copa Colombia 2008/2009/2010/2012 ·
Cordillera Central ·
Cordillera Occidental ·
Cordillera Oriental ·
Córdoba (Bolívar) ·
Córdoba (departement) ·
Coromoro ·
Cotorra ·
Cúcuta ·
Cúcuta Deportivo ·
Ciudad Perdida ·
Cumaribo ·
Cumbal ·
Cumbal (vulkaan) ·
Cumbia ·
Cundinamarca ·
Cundinamarcamierpitta ·
Curití ·
Currillo

## D
Departementen van Colombia ·
Deportes Quindío
Deportes Tolima ·
Deportivo Cali ·
Deportivo Cortuluá ·
Deportivo Pasto ·
Deportivo Pereira ·
Dibulla ·
Diechomma exiguum ·
Diechomma pretiosum ·
Distracción ·
Doña Juana ·
Dosquebradas ·
Dubiaranea albodorsata ·
Dubiaranea atrolineata ·
Dubiaranea colombiana ·
Dubiaranea concors ·
Dubiaranea discolor ·
Dubiaranea distracta ·
Dubiaranea gilva ·
Claudia Duque ·
Iván Duque

## E
Eje Cafetero ·
El abrazo de la serpiente ·
El Cantón del San Pablo ·
El Carmen de Atrato ·
El Carmen de Bolívar ·
El Carmen de Chucurí ·
El Carmen del Darién ·
El Carro ·
El Doncello ·
El Encanto ·
El Espectador ·
El Guacamayo ·
El Guamo ·
Elías ·
El Molino ·
El paseo 2 ·
El Paujil ·
El Peñón (Bolívar) ·
El Peñón (Cundinamarca) ·
El Peñón (Santander) ·
El Peñón de Guatapé ·
El Playón ·
El Retorno ·
Encino ·
Enciso ·
Envigado FC ·
Rafael Escalona ·
Pablo Escobar ·
Estadio Atanasio Girardot ·
Estadio Centenario de Armenia ·
Estadio Departamental Libertad ·
Estadio El Campín ·
Estadio Hernán Ramírez Villegas ·
Estadio Metropolitano Roberto Meléndez ·
Estadio Palogrande ·
Estadio Pascual Guerrero

## F
FARC ·
Filmfestival van Cartagena ·
Fissiscapus fractus ·
Fissiscapus pusillus ·
Florencia (Caquetá) ·
Florencia (Cauca) ·
Florián ·
Floridablanca (Santander) ·
Fonseca ·
Fortaleza CEIF ·
Johanna Franco Zapata .
Fufius annulipes ·
Fissiscapus fractus ·
Fissiscapus pusillus ·
Juan Fernando Fonseca ·
Lupe Fuentes

## G
Galán ·
Galeras ·
Galeras (vulkaan) ·
Gámbita ·
García (achternaam) ·
Gabriel García Márquez ·
Garzón ·
Gaviotas ·
César Gaviria ·
Fernando Gaviria ·
Geelkruinzanger ·
Gente de bien ·
Geologie van Colombia ·
Gigante ·
Gimnasio Moderno ·
Girón ·
Gómez (achternaam) ·
Bryan Gómez ·
Gabriel Gómez ·
Gildardo Gómez ·
Hernán Darío Gómez ·
Miguel Gomez ·
González ·
González (achternaam) ·
Andrés González ·
Domingo González ·
Chepe González ·
Freddy González ·
Heberth González ·
Javier González ·
Vladimir González ·
Gorgona ·
Goudkopstruikgors ·
Goudringtangare ·
Grijskeelarassari ·
Grijsrugmiertangare ·
Grijze dwergspecht ·
Amparo Grisales ·
Groenbaardhelmkolibrie ·
Grote Alliantie voor Verandering ·
Grupo Niche ·
Guaca ·
Guadalupe (Huila) ·
Guadalupe (Santander) ·
Guainía (departement) ·
Guapotá ·
Guática ·
Guavatá ·
Guaviare (departement) ·
Guaviare (rivier) ·
Güepsa

## H
Halve marathon van Bogota ·
Handleyomys fuscatus ·
Handleyomys intectus ·
Hatillo de Loba ·
Hato (Santander) ·
Hato Corozal ·
Hatonuevo ·
Herinnering aan mijn droeve hoeren ·
Hernández (achternaam) ·
Cucho Hernández ·
José Eugenio Hernández ·
Rubén Darío Hernández ·
René Higuita ·
Hobo ·
Honderd jaar eenzaamheid

## I
Ikakogi ·
Ikakogi tayrona ·Independiente Medellín ·
Independiente Santa Fe ·
International Queen of Flowers ·
Inírida ·
Iquira ·
IsnosEl Carmen de Bolívar ·
Issikiella amazonica ·
Istmina ·
Itagüí Leones

## J
Jaguares de Córdoba ·
Japurá (rivier) ·
Sergio Jaramillo ·
J Balvin ·
Jesús María (Santander) ·
Jordán ·
Juanes ·
Juradó

## K
Kamer van Afgevaardigden ·
Kathedraal van Bogota ·
Katholieke Kerk in Colombia ·
Kerstorchidee ·
Kola Román

## L
La-33 ·
La Apartada ·
La Argentina ·
La Belleza ·
Labicymbium ambiguum ·
Labicymbium auctum ·
Labicymbium breve ·
Labicymbium cordiforme ·
Labicymbium exiguum ·
Labicymbium fuscum ·
Labicymbium jucundum ·
Labicymbium majus ·
La Celia ·
La Chorrera ·
La Equidad ·
La Guadalupe ·
La Jagua del Pilar ·
Las Lajas-basiliek ·
La Montañita ·
Landázuri ·
La Paz (Santander) ·
La Pedrera ·
La Plata (Huila) ·
La Primavera (Vichada) ·
La Salina ·
La tierra y la sombra ·
La Victoria (Amazonas) ·
La Victoria (Boyacá) ·
La Victoria (Valle del Cauca) ·
La Virginia ·
Lebrija ·
John Leguizamo ·
Geo von Lengerke ·
Leticia ·
Liberale Revolutionaire Beweging ·
Liefde in tijden van cholera ·
Lijst van aardbevingen in Colombia ·
Lijst van amfibieën in Colombia ·
Lijst van bekende Colombianen ·
Lijst van bergen in Colombia ·
Lijst van fossielen in Colombia ·
Lijst van geologische formaties in Colombia ·
Lijst van meest voorkomende Spaanstalige achternamen ·
Lijst van mijnbouwgebieden in Colombia ·
Lijst van insecten in Colombia
Lijst van spinachtigen in Colombia
Lijst van kreeftachtigen in Colombia
Lijst van weekdieren in Colombia
Lijst van stekelhuidigen in Colombia ·
Lijst van personen uit Bogota ·
Lijst van presidenten ·
Lijst van reptielen in Colombia ·
Lijst van rivieren ·
Lijst van sedimentaire bekkens in Colombia ·
Lijst van spelers van América de Cali ·
Lijst van spelers van Atlético Huila ·
Lijst van spelers van Atlético Junior ·
Lijst van spelers van Atlético Nacional ·
Lijst van spelers van Deportes Tolima ·
Lijst van spelers van Deportivo Pereira ·
Lijst van spelers van Envigado Fútbol Club ·
Lijst van spelers van La Equidad ·
Lijst van spelers van Independiente Medellín ·
Lijst van spelers van Independiente Santa Fe ·
Lijst van spelers van Once Caldas ·
Lijst van spelers van Real Cartagena ·
Lijst van vissen in Colombia ·
Lijst van vlaggen van Colombia ·
Lijst van vlaggen van Colombiaanse deelgebieden ·
Lijst van vlaggen van Colombiaanse gemeenten ·
Lijst van voetbalinterlands Colombia - Haïti ·
Lijst van vogels in Colombia ·
Lijst van vulkanen in Colombia ·
Lijst van zoogdieren in Colombia ·
Litoporus lopez ·
Litoporus secoya ·
Litoral del San Juan ·
Alberto Lleras Camargo ·
Lloró ·
Los Córdobas ·
Los Santos (Santander) ·
Los Titanes de la Salsa ·
Los Viajes Del Viento ·
Fanny Lú ·
Lymanopoda flammigera

## M
Macanal ·
Macaravita ·
Magangué ·
Magdalenabloemkroonkolibrie ·
Málaga (Santander) ·
Mahates ·
Maicao ·
Malpelo ·
Maluma ·
Manaure (La Guajira) ·
Maní ·
Mapiripana ·
Margarita ·
Maria Full of Grace ·
María La Baja ·
Maripí ·
Marsella ·
Martínez (achternaam) ·
Daniel Martínez ·
Gonzalo Martínez ·
Jackson Martínez ·
Luis Martínez ·
Roger Martínez ·
Matanza ·
Isa Mebarak ·
Medellín ·
Medellínkartel ·
Medio Atrato ·
Medio Baudó ·
Medio San Juan ·
Metro van Medellín ·
Mijnbouw in Colombia ·
Millonarios FC ·
Miraflores (Boyacá) ·
Miraflores (Guaviare) ·
Mirití-Paraná ·
Miss Colombia ·
Mistrató ·
Antanas Mockus ·
Mogotes ·
Molagavita ·
Momil ·
Mongua ·
Monguí ·
Moniquirá ·
Moñitos
Monserrate (berg) ·
Montecristo ·
Montelíbano ·
Montería ·
Monterrey ·
Morales (Bolívar) ·
Morelia ·
Catalina Sandino Moreno ·
Morichal ·
Motavita ·
Múcura ·
Muisca ·
Munchiqueboswinterkoning ·
Muzo

## N
Nátaga ·
Nationaal Bevrijdingsleger ·
Nationaal park Chiribiquete ·
Nationaal Park Los Katíos ·
Nationaal Park Sierra Nevada de Santa Marta ·
Natuur in Colombia ·
Edgar Negret ·
Neiva (Huila) ·
Nevado del Huila ·
Nevado del Quindío ·
Nevado del Ruiz ·
Nevado del Tolima ·
Nevado de Santa Isabel
Nevado el Cisne ·
Nevado Pan de Azúcar ·
Niceforonia ·
Niceforo's winterkoning ·
Rafael Nieto Navia ·
Nóvita ·
Nunak ·
Nunchía ·
Nuquí

## O
Ocamonte ·
Oh Gloria Inmarcesible ·
Oiba ·
Olaya ·
Oligembia capote ·
Oligembia pacifica ·
Once Caldas ·
Onzaga ·
Operatie Jaque ·
Oporapa ·
Orocué ·
Orquesta Guayacán ·
Orteguaza

## P
Pacho ·
Pacifische Alliantie ·
Paez (volk) ·
Paicol ·
Paime ·
Paja-formatie ·
Mariana Pajón ·
William Palacio ·
Palenque de San Basilio ·
Palermo (Huila) ·
Palestina (Huila) ·
Palmar (Santander) ·
Palmas del Socorro ·
Pana Pana ·
Pandi ·
Jarlinson Pantano ·
Páramo (Santander) ·
Paratebueno ·
Jonathan Paredes ·
Nicolás Paredes ·
Wilmar Paredes ·
Parkers miervogel ·
Parque de las Esculturas del Cerro Nutibara ·
Parqués ·
Carlos Parra ·
Fabio Parra ·
Heiner Parra ·
Iván Parra ·
Jessica Parra ·
Jordan Parra ·
Pasca ·
Andrés Pastrana ·
Patriotas FC ·
Patu digua ·
Patu eberhardi ·
Patu saladito ·
Paz de Ariporo ·
Pereira ·
Armando Pérez Hoyos ·
Petacas ·
Pico Cristóbal Colón ·
Pico Simón Bolívar ·
Piedecuesta ·
Piedra de Donama ·
Pinchote ·
Pinillos ·
Pital ·
Pitalito ·
Planeta Rica ·
Pluchekaporganist ·
Podocnemis lewyana ·
Pore ·
Porro ·
Providencia (eiland) ·
Pueblo Nuevo ·
Pueblo Rico ·
Puente Nacional ·
Puerto Alegría ·
Puerto Arica ·
Puerto Carreño ·
Puerto Colombia (Atlántico) ·
Puerto Colombia (Guainía) ·
Puerto Escondido ·
Puerto Libertador ·
Puerto Milán ·
Puerto Nariño ·
Puerto Parra ·
Puerto Rico (Caquetá) ·
Puerto Salgar ·
Puerto Santander (Amazonas) ·
Puerto Wilches ·
Pulí
Puracé (vulkaan) ·
Purísima ·
Putumayo (rivier)

## Q
Quebradanegra ·
Quétame ·
Quibdó ·
Quichua (volk) ·
Quimbaya (cultuur) ·
Quinchía ·
Nairo Quintana ·
Carlos Darwin Quintero
Juan Fernando Quintero
Silvio Quintero ·
Quipile ·
Quita Sueño

## R
Ramírez (achternaam) ·
Aldo Ramírez ·
Brayan Ramírez ·
Carlos Ramírez (voetballer) ·
Carlos Ramírez (wielrenner) ·
Juan Diego Ramírez ·
Armando Ariel Ramírez Marín ·
Eduardo Ramírez Villamizar ·
Real Cartagena ·
Real Santander ·
Recetor ·
Referendum over het Colombiaanse vredesakkoord ·
Regidor ·
Resolutie 1465 Veiligheidsraad Verenigde Naties ·
Resolutie 2261 Veiligheidsraad Verenigde Naties ·
Resolutie 2307 Veiligheidsraad Verenigde Naties ·
Resolutie 2366 Veiligheidsraad Verenigde Naties ·
Resolutie 2377 Veiligheidsraad Verenigde Naties ·
Resolutie 2381 Veiligheidsraad Verenigde Naties ·
Revolutionaire Strijdkrachten van Colombia ·
Ricaurte (Cundinamarca) ·
Ridderorden in Colombia ·
Riohacha ·
Río Iró ·
Rionegro (Antioquia) ·
Rionegro (Santander) ·
Rio Negro (rivier) ·
Rionegro Águilas ·
Río Quito ·
Melanie Ríos ·
Riosucio (Chocó) ·
Río Viejo ·
Risaralda (Caldas) ·
Risaralda (departement) ·
Rivera (Huila) ·
Rodríguez (achternaam) ·
Francisco Rodríguez ·
Fabio Hernán Rodríguez ·
James Rodríguez ·
Jhon Anderson Rodríguez ·
Joao Rodríguez ·
Martín Emilio Rodríguez ·
Michael Rodríguez ·
Nélson Rodríguez ·
Omar Andrés Rodríguez ·
Wilson Rodríguez ·
Carlos Rojas Gonzaléz ·
Gustavo Rojas Pinilla ·
Wilmar Roldán ·
Romeral (vulkaan) ·
Roncador Bank ·
Rosario-eilanden ·
José Rozo Contreras ·
Óscar Ruiz

## S
Sabana de Bogotá ·
Sabana de Torres ·
Sabanalarga (Antioquia) ·
Sabanalarga (Casanare) ·
Sácama ·
Sahagún
Saladoblanco ·
Rogelio Salmona ·
Ernesto Samper ·
San Agustín (Huila) ·
San Agustíncultuur ·
San Andrés (eiland) ·
San Andrés (Santander) ·
San Andrés de Sotavento ·
San Andrés en Providencia ·
San Antero ·
San Antonio del Tequendama ·
San Benito (Santander) ·
San Bernardoarchipel ·
San Bernardo del Viento ·
San Carlos (Córdoba) ·
Carlos Sánchez ·
Davinson Sánchez ·
Efraín Sánchez ·
San Cristóbal ·
San Felipe ·
San Gil ·
San Joaquín (Santander) ·
San José del Fragua ·
San José del Guaviare ·
San José del Palmar ·
San José de Miranda ·
San Juan del Cesar ·
San Luis de Palenque ·
San Miguel (Santander) ·
San Pelayo ·
Santa Bárbara (Santander) ·
Santa Cruz del Islote ·
Santa Cruz de Lorica ·
Santa Cruz de Mompox ·
Santa Helena del Opón ·
Santa María (Huila) ·
Santa Marta ·
Santa Rosa de Cabal ·
Santa Rosalía (Vichada) ·
Francisco de Paula Santander ·
Juan Manuel Santos ·
Santuario (Risaralda) ·
San Vicente de Chucurí ·
San Vicente del Caguán ·
Sara Tunes ·
SATENA ·
Senado de la República ·
Serrana Bank ·
Serranía del Perijá ·
Serranilla ·
Shakira ·
Siempre Bruja (televisieserie) ·
Sierra Nevada de Santa Marta ·
Simacota ·
Sipi ·
Sociale Partij van Nationale Eenheid ·
Socorro (Santander) ·
Sogamoso ·
Solano ·
Solita
Sotará ·
Sotará (vulkaan) ·
Suaita ·
Suaza ·
Sucre (departement) ·
Sucre (Santander) ·
Suratá ·
Systema Solar

## T
Tadó ·
Tairona ·
Támara ·
TAMPA Cargo ·
Tarapacá ·
Tarqui ·
Tauramena ·
Teatro de Cristóbal Colón ·
Tejo (spel) ·
Tello ·
Andrés Tello ·
Tena ·
Teruel (Huila) ·
Tesalia ·
Tierradentro ·
Tierralta ·
Rosario Tijeras ·
Timaná ·
Timor (lied) ·
Tintipán ·
Titanoboa ·
Tona ·
John Toro Rendón ·
Rodolfo Torres ·
Tour Colombia ·
Tranquilandia ·
Trinidad ·
Tuluá ·
Tumaco ·
Tunja ·
Turbo (Antioquia)

## U
Unguía ·
Unión Magdalena ·
Unión Panamericana ·
Rigoberto Urán ·
Álvaro Uribe ·
Mateus Uribe ·
Uribia ·
Francisco José Urrutia ·
Urumita ·
Albeiro Usuriaga

## V
Alex Valderrama ·
Carlos Valderrama ·
Valencia (Córdoba) ·
Victoriano Valencia Rincón ·
Valle de San José ·
Valledupar ·
Vallenato ·
Valparaíso (Antioquia) ·
Valparaíso (Caquetá) ·
Walter Vargas ·
Diego Vega ·
Vélez ·
Simón Vélez ·
Sofía Vergara ·
Vetas ·
Viaducto César Gaviria Trujillo ·
Villanueva (Casanare) ·
Villanueva (La Guajira) ·
Villanueva (Santander) ·
Villavieja ·
Villavieja-formatie ·
Carlos Vives ·
Vlag van Amazonas ·
Vlag van Antioquia ·
Vlag van Arauca ·
Vlag van Atlántico ·
Vlag van Bogota ·
Vlag van Bolívar ·
Vlag van Boyacá ·
Vlag van Caldas ·
Vlag van Caquetá ·
Vlag van Casanare ·
Vlag van Cesar ·
Vlag van Chocó ·
Vlag van Colombia ·
Vlag van Córdoba ·
Vlag van Cundinamarca ·
Vlag van La Guajira ·
Vlag van Huila ·
Vlag van Magdalena ·
Vlag van Meta ·
Vlag van Nariño ·
Vlag van Norte de Santander ·
Vlag van Putumayo ·
Vlag van Quindío ·
Vlag van Risaralda ·
Vlag van San Andrés en Providencia ·
Vlag van Santander ·
Vlag van Sucre ·
Vlag van Tolima ·
Vlag van Valle del Cauca ·
Vlag van Vaupés

## W
Wapen van Colombia · 
Wayuu ·
West Caribbean Airways ·
West Caribbean Airways-vlucht 708 ·
Gustavo Wilches

## Y
Yaguará ·
Luis Yanes ·
Mario Yepes ·
Yopal ·
Yo soy Betty, la fea

## Z
Alexis Zapata ·
Cristián Zapata ·
Duván Zapata ·
Javier Zapata ·
Martín Zapata ·
Róbinson Zapata ·
Zapatoca ·
Zenú ·
Zipaquirá ·
Zorro: La Espada y la Rosa ·
Zoutkathedraal